# Cheat Codes
Cheat Codes è un trio di disc jockey di musica elettronica statunitense formatosi a Los Angeles, California.
Lanciato dall'etichetta discografica olandese Spinnin' Records, il trio è diventato famoso grazie ai singoli Hold On, in collaborazione con Moguai, e Sex, con i Kris Kross Amsterdam, rispettivamente del 2015 e del 2016. Ha successivamente ottenuto un notevole successo globale grazie al singolo No Promises in collaborazione con Demi Lovato. Ha inoltre collaborato con artisti quali Quintino, Kiiara, David Guetta, Afrojack, Tove Styrke.

## Storia del gruppo
Il trio inizia a lavorare insieme nel 2014, optando per il nome Cheat Codes prendendo ispirazione dal fratello di uno di loro, Kevin Ford. Il nome indica "la possibilità di ottenere qualsiasi cosa si voglia nella vita come se fosse un videogioco in cui è possibile inserire con codice per raggiungere un particolare risultato". A partire dal 2015 iniziano a pubblicare singoli inediti via Spinnin' Records, ottenendo per la prima volta rilevanza commerciale grazie al brano Hold On. L'anno successivo ottengono nuovamente un riscontro commerciale con il singolo Sex in collaborazione con Kris Kross Amsterdam. In virtù di questi risultati ottengono un contratto con la 300 Entertainment.
Nel 2017 ottengono un terzo successo commerciale grazie al singolo No Promises, collaborazione con Demi Lovato che ottiene dischi di platino in USA, UK, Australia, Canada, Italia, Norvegia e altre nazioni. Negli anni successivi dunque a realizzare altre collaborazioni di rilievo con artisti come Little Mix, Kiiara, Kim Petras, Liam Payne, Ina Wroldsen e Sofia Reyes, pubblicando inoltre due EP: Level 1 nel 2018 e Level 2 nel 2019. Negli anni successivi continuano a realizzare singoli in collaborazione con artisti come All Time Low, Wiz Khalifa e Icona Pop.
A partire dal 2021, il gruppo inizia a pubblicare una trilogia di album in studio intitolati Hellraiser Pt. 1, 2 e 3, resi disponibili tutti fra 2021 e 2022. Successivamente si dedica prevalentemente canzoni country pop in collaborazione con artisti come Dolly Parton e Russell Dickerson, finalizzate alla realizzazione dell'album A Night in Nashville, incentrato esclusivamente su questo genere. L'album viene pubblicato nel gennaio 2023.

## Classifica DJ Mag
- 2017: #111[7]
- 2018: #115[8]

## Formazione
- Kevin Ford (2014-presente)
- Trevor Dahl (2014-presente)
- Matthew Russell (2014-presente)

## Discografia

### Album
- 2021 – Hellraisers, Pt. 1
- 2021 – Hellraisers, Pt. 2
- 2022 – Hellraisers, Pt. 3
- 2023 – A Night in Nashville

### EP
- 2018 – Level 1
- 2019 – Level 2

### Singoli
- 2015 – Visions
- 2015 – Adventure (con Evan Gartner)
- 2015 – Senses
- 2015 – Follow You
- 2015 – Please Don't Go
- 2015 – Monsters Are Everywhere (feat. The Seige)
- 2015 – Hold On (con Moguai)
- 2016 – Say Goodbye
- 2016 – Sex (con Kris Kross Amsterdam)
- 2016 – Runaway
- 2016 – Fed Up (con LVNDSCAPE)
- 2016 – Can't Fight It (con Quintino)
- 2016 – Shed a Light (con Robin Schulz e David Guetta)
- 2016 – Let Me Hold You (Turn Me On) (con Dante Klein)
- 2016 – Queen Elizabeth
- 2017 – No Promises (con Demi Lovato)
- 2017 – Stay with You (con Cade)
- 2017 – Sober
- 2017 – Feels Great
- 2018 – Put Me Back Together (con Kiiara)
- 2018 – NSFW
- 2018 – Balenciaga
- 2018 – Only You (con Little Mix)
- 2018 – Home
- 2018 – Feeling of Falling (con Kim Petras)
- 2019 – Ferrari (con Afrojack)
- 2019 – Who's Got Your Love (con Daniel Blume)
- 2019 – Be The One (con Kaskade)
- 2019 – I Feel Ya (con Danny Quest feat. Ina Wroldsen)
- 2019 – All of My Life (con Trixxie)
- 2019 – Live Forever (feat. Liam Payne)
- 2019 – Highway (feat. Sofia Reyes e Willy William)
- 2020 – No Service In The Hill (feat. Trippie Redd, Blackbear e Prince$$ Rosie)
- 2020 – On My Life
- 2021 – Hate U + Love U (feat. Aj Mitchell)
- 2021 – Ghost Story (feat. All Time Low)
- 2022 – Payback (con Icona Pop)
- 2022 – I Remember (feat. Russell Dickerson e Dixie)
- 2022 – Lose You (feat. Jimmie Allen)
- 2022 – One Night Left (con MacKenzie Porter)
- 2023 – Bets On Us (con Dolly Parton)
- 2023 – What's It Gonna Take (feat. Mitchell Tenpenny)

### Remix
- 2015 – Kelly Clarkson – Second Wind
- 2016 – Syn Cole feat. Madame Buttons – The Daze
- 2016 – FRANKIE – New Obsession
- 2016 – Olly Murs – You Don't Know Love
- 2016 – JP Cooper – Party
- 2016 – Maggie Lindeman – Pretty Girl (Cheat Codes e CADE remix)
- 2016 – Broods – Heartlines
- 2016 – Bebe Rexha – I Got You
- 2016 – Niall Horan – This Town
- 2017 – AJR – Weak
- 2017 – MØ – Nights with You
- 2017 – Katy Perry feat. Nicki Minaj – Swish Swish
- 2017 – Dagny – Wearing Nothing (Cheat Codes e CADE Remix)
- 2017 – Rita Ora – Your Song
- 2017 – Lauv – I Like Me Better
- 2018 – Thirty Seconds to Mars – Dangerous Night
- 2018 – Sean Paul feat. David Guetta e Becky G –  Mad Love
- 2018 – Tom Walker – Leave a Light On
- 2018 – U2 – Love Is Bigger Than Anything In Its Way
- 2018 – Steve Aoki feat. BTS – Waste It On Me
- 2019 – Sam Smith e Normani – Dancing With a Stranger
- 2019 – Ed Sheeran feat. Camila Cabello e Cardi B – South of the Border